# Coupe du Maroc de football 1991-1992
 (décembre 2020).
Si vous disposez d'ouvrages ou d'articles de référence ou si vous connaissez des sites web de qualité traitant du thème abordé ici, merci de compléter l'article en donnant les références utiles à sa vérifiabilité et en les liant à la section « Notes et références ».
Navigation
Édition précédente Édition suivante
La saison 1991-1992 de la Coupe du Trône est la trente-sixième édition de la compétition. 
L'Olympique de Casablanca remporte la coupe au détriment du Raja Club Athletic sur le score de 1-0 au cours d'une finale jouée dans le Stade El Harti à Marrakech. L'Olympique de Casablanca remporte ainsi cette compétition pour la troisième fois de son histoire. 

## Déroulement

### Huitièmes de finale
| Équipe 1                | Équipe 2                  | Résultat |
| Olympique de Casablanca | USP Police                | 1 - 0    |
| Renaissance de Settat   | Amal Club de Belksiri     | 4 - 0    |
| Wydad Athletic Club     | Fath Union Sport de Rabat | 0 - 2    |
| Chabab Mohammédia       | Rachad Bernoussi          | 1 - 0    |
| Kawkab de Marrakech     | AS Zaza                   | 3 - 1    |
| Kénitra Athlétic Club   | Olympique de Khouribga    | 2 - 0    |
| Mouloudia Club d'Oujda  | Raja Club Athletic        | 0 - 2    |
| Raja de Beni Mellal     | FAR de Rabat              | 0 - 4    |

### Quarts de finale
| Équipe 1              | Équipe 2                  | Résultat |
| Renaissance de Settat | Olympique de Casablanca   | 0 - 2    |
| Chabab Mohammédia     | Fath Union Sport de Rabat | 1 - 3    |
| Kawkab de Marrakech   | Raja Club Athletic        | 0 - 1    |
| Kénitra Athlétic Club | FAR de Rabat              | 2 - 1    |

### Demi-finales
| Équipe 1                | Équipe 2                  | Résultat |
| Olympique de Casablanca | Fath Union Sport de Rabat | 1 - 0    |
| Kénitra Athlétic Club   | Raja Club Athletic        | 1 - 2    |

### Finale
La finale oppose les vainqueurs des demi-finales, l'Olympique de Casablanca face au Raja Club Athletic, le 11 janvier 1993 au Stade El Harti à Marrakech.
| Coupe du Trône : Finale 1992 | Olympique de Casablanca | 1 - 0 | Raja Club Athletic | Stade El Harti, Marrakech |                          |
| 11 janvier 1993              | Maybein 77e             |       |                    | Arbitrage : Said Belqola  | Arbitrage : Said Belqola |
| 11 janvier 1993              |                         |       |                    | Arbitrage : Said Belqola  | Arbitrage : Said Belqola |